# El Mecocal
El Mecocal es una población del municipio Miranda (Zulia). Es la capital de la Parroquia Ana María Campos.

## Ubicación
Se encuentra entre La Entrada al norte, Punta de Piedra al oeste, y sabanas al sur y este.

## Zona Residencial
Es una comunidad agropecuaria, dedicada a la siembra de frutas y hortalizas y la cría de ganado vacuno y porcino. Por su ubicación en el cruce de la vía El Consejo de Ziruma - Los Puertos de Altagracia y la carretera Falcón - Zulia, es un centro de suministros agrícolas.

## Vialidad
Sus vías principales es la carretera que va de El Consejo de Ziruma a Los Puertos de Altagracia, y la carretera Falcón - Zulia.

## Sitios de Referencia
- EB Francisco de Miranda.
- Restaurante Delicias del Queso
- Hotel la Cima del Cielo